# Jaxa van Köpenick

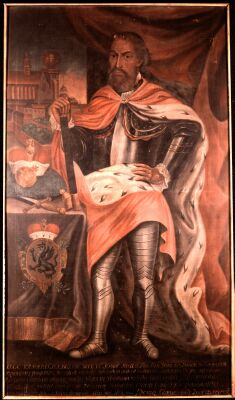
Pools schilderij met Jaxa van Köpenick

De Slavische vorst Jaxa van Köpenick was de tegenstander van Albrecht de Beer in de oprichting van de Mark Brandenburg in 1157. De legende over zijn vlucht voor Albrecht wordt in stand gehouden via een monument in Schildhorn aan de Havel.
De historische identiteit van de Jaxa van Köpenick en de vraag of de vorst van Köpenick (Jacza de Copnic) gelijk is aan de Jaxa die als de tegenstander van Albrechts geschiedenis schreef in de Schildhornsage is nog steeds onduidelijk.